# Витязь (корвет, 1862)
Корвет «Витязь» — парусно-винтовой корвет Балтийского флота России. В 1882 году переименован в «Скобелев».

## Описание корвета
Один из четырёх парусно-винтовых корветов «17-пушечного ранга» типа «Богатырь» водоизмещением 2156 тонн. На корвете была установлена паровая машина мощностью 160/1618 (номинальных/индикаторных) лошадиных сил, изготовленная на заводе «Коккериль» в Бельгии. Скорость корвета достигала 12 узлов.
Вооружение корвета на 1860 год состояло из одной 60-фунтовой пушки № 1 и шестнадцати 60-фунтовых пушек № 2. К 1870 году гладкоствольные пушки были заменены нарезными орудиями в количестве пяти 6-дюймовых пушек образца 1867 года, четырёх 9-фунтовых орудий образца 1867 года и трёх скорострельных пушек.

## Строительство
Был заложен 23 августа 1861 года на Бьернеборгской верфи, спущен на воду 24 июля 1862 года и в том же году укомплектован. Дважды совершал кругосветное плавание.

## Служба
В 1863—1864 годах в составе эскадры контр-адмирала С. С. Лесовского принимал участие в экспедиции к берегам Северной Америки.
В первое своё кругосветное плавание 1870—1874 годах «Витязь» отправился из Санкт-Петербурга под командованием капитана П. Н. Назимова, с военно-картографическим заданием, пересёк Атлантический океан, прошёл Магелланов пролив и достиг Новой Гвинеи, куда доставил известного ученого-этнографа Н. Н. Миклухо-Маклая. Исследовал пролив между островом Лонг-Айленд и Новой Гвинеей, который получил его имя. Затем мимо берегов Японии, Китая, Индии «Витязь» дошёл до Аравийского полуострова и через Суэцкий канал, Средиземное море, Гибралтарский пролив и Ла-Манш вернулся в Кронштадт.

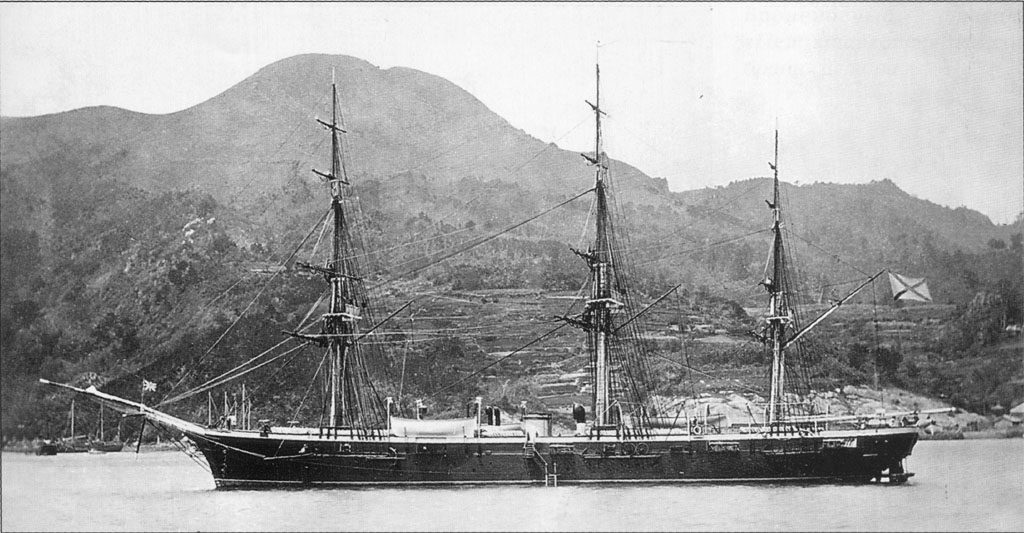
Корвет «Скобелев»

В 1874 и 1881 годах подвергался капитальным ремонтам в Кронштадте.
В 1877 году командиром корвета был назначен капитан-лейтенант П. А. Болотников.
В 1882 году корвет был переименован в честь только что скончавшегося генерала М. Д. Скобелева. В 1883—1885 годах корвет «Скобелев» под командованием капитана В. В. Благодарева вновь совершил кругосветный рейс и вновь с участием Н. Н. Миклухо-Маклая, который на борту корвета перебрался из Батавии на Новую Гвинею.
С 1892 года «Скобелев» переквалифицирован в учебное судно, а в 1895 году исключён из состава судов флота и разобран.

## Командиры
- до 8 июля 1863 года — капитан-лейтенант П. А. Селиванов
- с 8 июля 1863 года[1] — капитан-лейтенант (с 05.08.1864 капитан 2-го ранга) Кремер, Оскар Карлович
- 21.02.1866 — 01.01.1870 — капитан 2-го ранга Зеленой, Павел Алексеевич
- 01.01.1870 — 29.03.1876 — капитан 2-го ранга (с 1873 г. капитан 1-го ранга) Назимов, Павел Николаевич
- 12.04.1876 — 14.02.1877 — капитан-лейтенант (с 01.01.1877 капитан 2-го ранга) Неелов, Пётр Александрович
- 07.03.1877 — 1881 — капитан-лейтенант (с 1880 капитан 2-го ранга) Болотников, Павел Александрович
- 19.01.1887 — 1887 — капитан 1-го ранга Гессен, Фёдор Егорович
- 1893—1894 — капитан 2-го ранга барон Штакельберг, Эвальд Антонович[2].

## Старшие офицеры
- с 10.2.1890 — капитан 2-го ранга Зилов Александр Николаевич[3]

## Любопытные факты
В честь корвета «Витязь», на котором путешествовал Миклухо-Маклай, назван московский кинотеатр, построенный в 1971 году на улице Миклухо-Маклая. После сноса кинотеатра в 2019 году, на том же месте открыт районный торговый центр с тем же названием.